# Абагаз
Абагаз — эфиопский книжник и историк 2-й половины XVIII века, по-видимому, духовное лицо. В монастыре Махдэра-Марьям по заказу скрывавшегося в монастыре от политических врагов аристократа дедж-азмача Хайле Микаэля Эшете составил огромный свод средневековой эфиопской историографии, которой грозила гибель после пожара в царском дворе. Свод вошёл в историю под именем дедж-азмача Хайлю, которому Абагаз посвятил труд; является ценным историческим источником.